# Ola Stavseng
Ola Stavseng es un escultor noruego, nacido el 31 de octubre de 1949 en Stordal, que vive en su distrito natal en Sunnmøre.
Se graduó en el Colegio de Arte de Bergen (1968-1971), la Academia Nacional de Arte de Noruega (1971-1973), la Academia de Arte de Estocolmo (1973-1975) y la Scuola del Marmo (1976-1978). Ha hecho varias esculturas en Aalesund , Brattvåg , Vestnes y Rauma. 